# Cryptelytrops cantori
Cryptelytrops cantori är en ormart som beskrevs av Blyth 1846. Cryptelytrops cantori ingår i släktet Cryptelytrops och familjen huggormar. Inga underarter finns listade i Catalogue of Life.
Arten förekommer endemisk på Nikobarerna som tillhör Indien.